# Albin Granlund
Albin Granlund, właśc. Eddie Albin Alexander Granlund (ur. 1 września 1989 w Pargas) – fiński piłkarz występujący na pozycji obrońcy, reprezentant kraju.

## Życiorys
Był juniorem Pargas IF i w tym klubie rozpoczynał również seniorską karierę w 2006 roku. Po dwóch latach przeszedł do Åbo IFK, zaś w 2010 roku został piłkarzem Rovaniemen Palloseura. Z tym klubem w 2013 roku zdobył Puchar Finlandii. Następnie przeszedł do IFK Mariehamn z którym w sezonie 2015 zdobył Puchar Finlandii, a w roku 2016 – mistrzostwo kraju. 9 stycznia 2017 roku zadebiutował w reprezentacji w wygranym 1:0 towarzyskim meczu z Marokiem. W latach 2018–2020 występował w Örebro SK. W latach 2021–2022 grał w Stali Mielec, gdzie zanotował 29 spotkań.

## Statystyki ligowe
| Sezon         | Klub                  | Liga          | Mecze | Gole |
| ------------- | --------------------- | ------------- | ----- | ---- |
| 2006          | Pargas IF             | Kakkonen      | 16    | 3    |
| 2007          | Pargas IF             | Kolmonen      | 35    | 4    |
| 2008          | Åbo IFK               | Kakkonen      | 20    | 0    |
| 2009          | Åbo IFK               | Kakkonen      | 24    | 2    |
| 2010          | Rovaniemen Palloseura | Ykkönen       | 26    | 0    |
| 2011          | Rovaniemen Palloseura | Veikkausliiga | 31    | 1    |
| 2012          | Rovaniemen Palloseura | Ykkönen       | 35    | 2    |
| 2013          | Rovaniemen Palloseura | Veikkausliiga | 16    | 1    |
| 2014          | IFK Mariehamn         | Veikkausliiga | 30    | 0    |
| 2015          | IFK Mariehamn         | Veikkausliiga | 22    | 0    |
| 2016          | IFK Mariehamn         | Veikkausliiga | 21    | 0    |
| 2017          | IFK Mariehamn         | Veikkausliiga | 20    | 0    |
| 2018          | Örebro SK             | Allsvenskan   | 20    | 0    |
| 2019          | Örebro SK             | Allsvenskan   | 23    | 0    |
| 2020          | Örebro SK             | Allsvenskan   | 22    | 0    |
| 2020/2021 (w) | Stal Mielec           | Ekstraklasa   | 12    | 0    |
| 2021/2022     | Stal Mielec           | Ekstraklasa   | 17    | 0    |

## Sukcesy
Rovaniemen Palloseura
- Puchar Finlandii: 2013

FK Mariehamn
- mistrzostwo Finlandii: 2016
- Puchar Finlandii: 2015